# Goussia squali
Goussia squali is een soort in de taxonomische indeling van de Myzozoa, een stam van microscopische parasitaire dieren. Het organisme komt uit het geslacht Goussia en behoort tot de familie Eimeriidae. Goussia squali werd in 1975 ontdekt door Fitzgerald.